# Kinesiskt styre i Vietnam
Kinesiskt styre är en period i Vietnams historia då landet styrdes av Kina. Perioden innan präglas av myter och legender och vad som är sant och vad som är uppdiktat är ofta svårt att skilja. Under Qindynastin expanderade Kina söderut och erövrade det som idag är centrala och södra Kina. An Doung Voung var kung i ett rike i södra Kina och drog sig söderut undan kineserna med sina följeslagare och upprättade ett rike vid Röda floden som hette Au Lac. I Nanyue, i södra Kina, härskade nu Zhao Tuo som gjorde Au Lac-riket till sin vasallstat. När kungen av Au Lac istället allierades sig med Zhao Tuos fiender i Handynastin. Zhao Tuo erövrade då Au Lac. När senare Handynastin erövrade Nanyue hamnade även norra Vietnam under kinesiskt styre. Året var då 111 f.Kr..

## Historia
I början var det mesta som tidigare, men allt eftersom började kineserna stärka sitt grepp och implementera sina egna seder och sin egen kultur. Det uppstod ett missnöje bland aristokraterna från det gamla Au Lac. År 40 startade Trungsystrarna ett uppror mot det kinesiska styret. De samlade stora massor omkring sig och lyckades driva ut kineserna. Det dröjde bara tre år innan den kinesiska generalen Ma Yuan med en här på 20 000 man besegrade systrarna som senare avrättades. Ma Yuan anlade flera befästningar för att stärka greppet om landet.
I södra delen av riket i distriktet Nhat Nam lyckades Qu Lian kasta ut kineserna och utropa sig till kung år 192. Av kineserna kallades detta rike för Linyi och en del har uppfattat detta som början till Champariket alternativt att det senare blev en del av Champa. Ofta utbröt stridigheter mellan Linyi och kineserna i norr. Ibland betalde de styrande i Linyi tribut till den mäktiga grannen i norr för att få vara i fred. Linyi/Champa kom i stor utsträckning att präglas av indisk kultur medan norra Vietnam präglades av den kinesiska kulturen. Längst i söder låg Khmerriket som först på 1600-talet kom att erövras av Vietnam.
Efter Handynastin utbröt inre oroligheter i Kina och ett visst självstyre rådde i södra Vietnam under Shi Xie. Riket Wu som hade uppstått i södra Kina erövrade åter norra Vietnam men än en gång utbröt uppror, och än en gång var det en kvinna som ledde det. Trieu Thi Trinh ledde iklädd en gyllene rustning ridande på en stridselefant en armé mot kineserna år 248. Men hon förlorade och begick till slut självmord.
År 542 gjorde Ly Bi (Ly Bon) uppror mot kineserna. Han lyckades ta makten men blev besegrad tre år senare. Släktingar till Ly Bi behöll kontrollen över vissa delar men Suidynastin erövrade år 589 åter hela landet.
Tangdynastin (618–907) var en guldålder för Kina och Kinas stabilitet försvårade uppror även om flera mindre förekom. När Tangdynastin föll och Kina splittrades upp i flera småriken var ett ökat självstyre nu möjligt. När Södra Han-riket tog kontroll över Vietnam år 930 så blev det kortvarigt. Kejsaren av Södra Han sände en stor flottstyrka år 938. Ngo Quyen var då ledare i Vietnam. När den kinesiska flottan styre upp i Dang Bang-floden blev de lurade att följa efter lätta vietnamesiska båtar under högvatten. När det blev lågvatten anföll de lätta vietnamesiska båtarna och de kinesiska skeppen vände. Strategiskt placerade pålar som de kinesiska skeppen tidigare hade passerat över spetsade nu skeppen och den kinesiska armen blev ett lätt byte för vietnameserna.